# Monceau-lès-Leups
Monceau-lès-Leups – miejscowość i gmina we Francji, w regionie Hauts-de-France, w departamencie Aisne.
Według danych na styczeń 2014 roku gminę zamieszkiwało 475 osób, a gęstość zaludnienia wynosiła 36,2 osób/km².